# ماتيوش هولوفنيا
ماتيوش هولوفنيا هو لاعب كرة قدم بولندي يلعب كمهاجم مع نادي ليجيا وارسو.